# كوفر شوكي
كوفر شوكي (الاسم العلمي: Argyrops spinifer)، نوع من الأسماك البحرية من فصيلة الأسبورية.
يوجد في البحر الأحمر والساحل الشرقي لأفريقيا وبحر الخليج العربي وشمال أستراليا
.